# Karlče
Karlče este o localitate din comuna Kostanjevica na Krki, Slovenia, cu o populație de 11 locuitori.